# Поклонение волхвов (Рубенс, Лион)
«Поклонение волхвов» — картина фламандского живописца Питера Пауля Рубенса, написанная в период с 1617 по 1618 годы. Находится в Лионском музее изобразительных искусств (Франция).
Горизонтальный формат картины предполагает, что она была заказана для частной коллекции, а не как алтарный образ. Питер К. Саттон заметил, что поскольку в тех случаях, когда Рубенс выполнял заказы для алтарей, он представлял этот сюжет в вертикальных форматах, горизонтальный формат (использованный Рубенсом также в «Поклонении волхвов», написанном для ратуши города Антверпен в 1608—1609 годах) позволяет предположить, что эта картина была заказом светского характера. Как и в других своих композициях, Рубенс придаёт Богоматери черты собственной жены. Эта картина неоднократно воспроизводилась в гравюрах и гобеленах.

## Описание
Картина, написанная в стиле барокко, представляет десакрализованную версию сцены поклонения волхвов младенцу Иисусу, которого Богоматерь держит на покрытом соломой столе. Младенец кладёт ручку на лысую голову старшего волхва, в то время как тот, стоя на коленях, целует одну из ножек младенца. Сцена происходит в тёмной конюшне, освещённой лучом света, падающим слева. Волхвы в ярких одеждах, вышитых арабесками, окружены слугами, преподносящими принесённые волхвами дары. Фигуры расположены по всей длине полотна, толпа как бы образует фриз: на заднем плане изображены воины, заполняющие всё пространство картины.

## История
Картина была приобретена Максимилианом II Эмануэлем, принцем-курфюрстом Баварии, в Антверпене в сентябре 1698 года у Гейсберта ван Сёлена (нидерл. Gijsbert van Ceulen) как часть крупной коллекции, в которую входили также двенадцать других картин Рубенса, ныне находящихся в составе собрания Виттельсбахов из Шлайсхайма, в Старой пинакотеке в Мюнхене. «Поклонение волхвов» долгое время считалось копией, пока Жак Фукар не восстановил атрибуцию, признав в нём крупную работу Рубенса на выставке Le siècle de Rubens в Париже в 1977—1978 годах.